# Pierre Marion (médecin)
Pour les articles homonymes, voir Marion.
Pierre Marion, né  le 19 mars 1914 à La Bâtie-Montgascon et mort le 2 décembre 2000 à Poleymieux-au-Mont-d'Or , est un médecin français et professeur de chirurgie à la faculté de Lyon
Pionnier de la chirurgie cardiaque, il est connu pour sa contribution à l'avancée du domaine au XXe siècle.
Il fut exécuteur testamentaire de Napoléon Bullukian et premier président de la Fondation Napoléon Bullukian.

## Publications
Afin que batte le cœur, histoire,  l'épopée de la chirurgie cardiaque, Lyon, 1990, Presses Universitaires de Lyon, 250 p.
Le génial bonhomme Ampère, le roman de sa vie, Lyon, 1999, Mémoire des arts, 229 p.